# Estació de Massalavés
L'estació de Massalavés és un baixador de ferrocarril propietat de Ferrocarrils de la Generalitat Valenciana (FGV) i operat per la marca comercial Metrovalència al municipi de Massalavés, a la Ribera Alta, País Valencià. El baixador forma part de la línia 1 de Metrovalència i pertany a la zona tarifària B.
El baixador es troba a la part oriental del terme municipal de Massalavés, en l'actual avinguda de l'estació sense nombre, abans dit carrer en projecte número 25. Tot i que existix una antiga edificació ferroviària junt al baixador, aquesta no forma part de l'instal·lació actual, composta per una andana amb una marquesina metàl·lica. Els trens només paren al baixador si hi ha algun passatger esperant a l'andana o si un dels ocupants del convoi sol·licita la parada pitjant un dels botons de l'interior del cotxe. El baixador disposa d'una única via per on circulen trens en ambdues direccions.
Amb l'actual gestió de FGV, l'estació va començar a funcionar a la nova línia 1 el 8 d'octubre de 1988. La línia 1 creada per FGV suposa la unió de les antigues línies del trenet al nord (Pont de Fusta a Bétera i Llíria) i la sud (València-Jesús a Castelló de la Ribera), seccció a la qual pertany l'estació de Massalavés.

## Ruta
| Procedència/Destinació | <         | Línia | >       | Procedència/Destinació |
| ---------------------- | --------- | ----- | ------- | ---------------------- |
| Bétera                 | Montortal |       | Alberic | Castelló               |